# 시오지리정
시오지리정(塩尻町)은 나가노현 히가시치쿠마군에 있던 정이다. 현재의 시오지리시에 해당한다.

## 역사
- 1889년 4월 1일 - 정촌제 시행에 의해 11촌의 구역을 확장해 시오지리촌이 성립하였다.
- 1927년 4월 1일 - 정으로 승격해 시오지리정이 되었다.
- 1959년 4월 1일 - 가타오카 촌, 히로오카 촌, 소가 촌, 지쿠마치 촌과 합병해, 시오지리시가 성립하여, 동일 시오지리정은 폐지되었다.

## 교통

### 철도
- 일본국유철도
  - 주오 본선
  - 시나노선

현재는 구 정내에 미도리코역이 있지만, 당시에는 미개업 상태였다.

### 도로
- 국도 제19호선
- 국도 제20호선
- 국도 제153호선

## 참고문헌
- 角川日本地名大辞典 20 長野県